# غواصات الحلفاء في حرب المحيط الهادئ

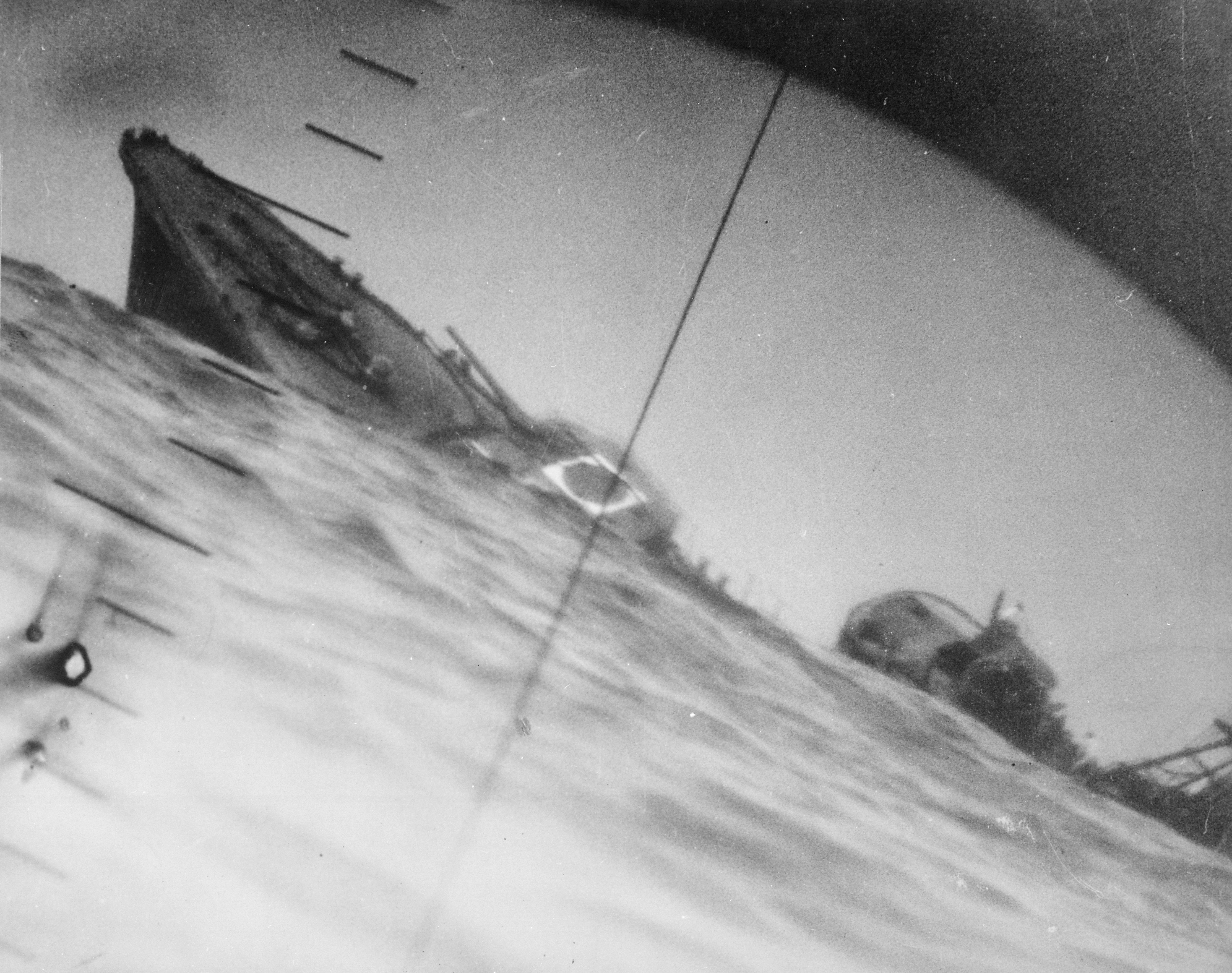

غواصات الحلفاء غواصات استُعملت على نطاق واسع في حرب المحيط الهادئ، وكانت سببًا رئيسيًّا في هزيمة إمبراطورية اليابان.
في هذه الحرب تسببت الغواصات الأمريكية وحدها في 55% من الخسائر اليابانية البحرية التجارية، وبقية الخسائر سبّبتها القوات المتحالفة الأخرى. كانت الحرب على النقل البحري أهم عامل في انهيار الاقتصاد الياباني. وفوق هذا أغرقت غواصات الحلفاء عديدًا من نَوَاقل قوات الجيش الياباني الإمبراطوري، فقتلت بهذا مئات الآلاف من الجنود اليابانيين، وأعاقت نشر قوات الجيش الياباني أثناء التعارُك في جزر المحيط الهادئ.
وشاركت فوق ذلك كله في دوريات استطلاع، وإنزال قوات خاصة ومجموعات حرب عصابات، وعمليات بحث وإنقاذ. ومعظم الغواصات المشاركة كانت أمريكية، وفي المرتبة الثانية غواصات البحرية الملكية البريطانية، وشاركت البحرية الملكية الهولندية بعدد أقل.
حملة غواصات الحلفاء من أقل الإنجازات شهرة في التاريخ العسكري، وأكبر سبب لهذا هو الجهود التي بذلتها حكومات الحلفاء لإبقاء ذِكر مهماتها بعيدًا عن وسائل الإعلام. وفيها اتخذت البحرية الأمريكية من «حرب الغواصات المفتوحة» سياسةً رسميةً لها، والظاهر أنها انتهجت هذه السياسة من دون موافقة الحكومة أو حتى عِلمها. كانت الولايات المتحدة موقِّعة على معاهدة لندن البحرية، وهي معاهدة تُلزم الغواصات بقوانين الغنيمة (المشهورة باسم «قوانين الطَّرَّاد»)، ولا تحظر تسلُّح التجار، لكن تسلحهم أو إبلاغهم عن اتصالهم بغواصات (أو مُغِيرين تجاريين) جعلهم مساعدين بحريين فِعليين، ورفع عنهم حماية قوانين الطراد، وهذا جعل القيود المفروضة على الغواصات مثار نقاش محتدم.

## خلفية
كان للولايات المتحدة عند اندلاع الحرب أعتى قوة غواصيّة بين جميع الدول المتحالفة. وكانت عقيدتها البحرية قبل الحرب -كتلك العقيدة الشاملة جميع القوات البحرية الرئيسة- تنص على أن دور الغواصات الرئيس هو دعم الأسطول السطحي، بالاستطلاعات ومهاجمة سفن العدو الحربية الكبيرة. وكانت السفن التجارية هدفًا ثانويًّا، وكانت ظروف مهاجمتها مقيَّدة جدًّا بقوانين الغنيمة المنصوص عليها في معاهدة لندن البحرية التي كانت الولايات المتحدة طرفًا فيها. صنعت البحرية الأمريكية غواصات عملاقة سريعة بعيدة المدى ثقيلة التسلُّح الطُّربيدي، وكانت أنسب للدوريات الطويلة في المناطق الاستوائية من غواصات القوى العظمى الأخرى، بفضل وسائل الراحة التي من قبيل مكيّفات الهواء (التي افتقرت إليها الغواصات الألمانية على سبيل المثال) ووحدات تقطير الماء العذب. وعُدَّ قَباطين الغواصات وأفرادها من النخبة، وكان بينهم ولاء قوي. في 7 ديسمبر 1941 كان للبحرية الأمريكية في المحيط الهادئ 55 أسطولًا و18 غواصة متوسطة الحجم، وكان لها 38 غواصة خارج هذا المحيط، و73 قيد التصنيع. عند نهاية الحرب كانت الولايات المتحدة أتَمَّت 228 غواصة.
صحيح أن بريطانيا مَركزت قوة غواصيّة في الشرق الأقصى قبل اندلاع الحرب، لكن لم يكن في ديسمبر 1941 أي غواصة متاحة. في سبتمبر 1939 كان لبريطانيا 15 غواصة حديثة في الشرق الأقصى، وكانت تلك الغواصات جزءًا من «المحطة الصينية»، وشُكِّل منها «الأُسَيْطِيل الرابع». ومع أن عدد الغواصات البريطانية ازداد في الشرق الأقصى في بداية 1940 عند وصول الأُسيطيل الثامن إلى دولة سيلان، سُحب الأُسيطيلان بكل غواصاتهما في منتصف ذلك العام لتعزيز أسطول البحر الأبيض المتوسط.
كان لهولندا كذلك قوة غواصيّة في الشرق الأقصى، لحماية الهند الشرقية الهولندية. كانت تلك القوة في ديسمبر 1941 مكوَّنة من 15 غواصة في مدينة سورابايا، وكان معظمها قديمًا باليًا.

## النتائج الاستراتيجية
كانت اليابان طوال الحرب معتمدة على النقل البحري في إتاحة ما يكفي الجُزر الرئيسية من موارد -شاملة الطعام-، ولإمداد جيشها في حاميات المحيط الهادئ. قدّرت اليابان قبل الحرب أنها محتاجة إلى شحْن 5,900,000 طن إمبراطوري (6,000,000 طن) من الموارد للحفاظ على الاقتصاد المحلي والعسكري في الحرب. وقت الهجوم على بيرل هاربر كانت قدرة الشحن اليابانية أعلى جدًّا من ذلك، بالغة 7,600,000 طن إمبراطوري (7,700,000 طن): كان الأسطول الياباني التجاري قادرًا على شحن 6,400,000 طن إمبراطوري (6,500,000 طن)، والمَراكب الأصغر قادرة على 1,200,000 طن إمبراطوري إضافي (1,200,000 طن).
في بداية الحرب كان أسطول الغواصات الأمريكي غير فعال، لعدة أسباب:
- كانت نسبة كبيرة من الغواصات الموجَّهة ضد اليابانيين قديمة بالية.
- عَرقلت الغواصاتِ الأمريكية عيوبٌ في سلاحها الرئيس: طُربيد مارك 14.
- أدى ضعف التدريب إلى الإفراط في الاعتماد على السونار.
- لم يكن القَباطِين هجوميين بما يكفي، وأبدَوْا تخوفًا لا داعي له من سونارات المدمرات والطائرات.[13]
- سوء التنظيم: كانت مواقع الأسطول تحت أعين القواعد اليابانية الرئيسة.[14]
- انقسام القيادة الذي أبقى الغواصات بعيدةً عن مضيق لوزون -مع أنه من أفضل أماكن الاقتناص- خوفًا من النيران الصديقة.[15]

كان الجيش الياباني عارفًا أهمية تلك الشحنات، لكنه استخف بقدرة غواصات الحلفاء وخطورتها استخفافًا فادحًا. ضاعف هذه الثقةَ قلةُ فعالية غواصات الحلفاء في بداية الحرب. لم تُعط مكافحة الغواصات أولوية، وجُعل لحماية الشحن التجاري سُفن وطائرات قليلة، وكان الاعتماد الأكبر في حماية القوافل على المدمرات اليابانية، إذ تميزت بعلُوّ قدرتها على القتال ليلًا. لكن سونارها ورادارها كانا قاصريْن مقارنة بنظائرهما في القوات البحرية الأخرى، وفوق هذا كانت عقيدة البحرية اليابانية سيئة جدًّا فيما يخص الدفاع التجاري.
ازدادت غواصات الحلفاء كمًّا وفعالية ازديادًا كبيرًا في حرب المحيط الهادئ، إذ رفعت الولايات المتحدة إنتاج الغواصات الحديثة من 1942 وطالعًا. وبذل اللواء تشارلز لوكوود جهودًا حاسمة لحل مشكلات طربيدات مارك 14 (لم تُحَل حتى سبتمبر 1943)، واصطفى فوق هذا قباطين غواصات أجْرَأ وأَهْجم. في يناير 1943 فكَّت استخبارات الإشارات «شفرة مارو»، لكن زلّة من دائرة الجمارك الأمريكية نبّهت اليابانيين، فغيّروها. وشارك الطيران الأمريكي في التلغيم الجوي في «عملية المجاعة». بكل هذه التطورات كبّدت غواصات البحرية الأمريكية عمليات الشحن الياباني التجاري خسائر فادحة في 1943 و1944، وبحلول يناير 1945 كانت دمرت الأسطول التجاري الياباني تدميرًا تامًّا.
دَمَّر سوء الطربيدات غواصتين أمريكيتين -على الأقل- من بين 42 غواصة خُسِرت أثناء الدوريات.

## رد الهجوم الياباني
في خرق لعقيدة ما قبل الحرب (التي كانت -كما العقيدة اليابانية- تَعد محل الهجمات إنما هو المحيط الهادئ، وأن المعارك الحاسمة إنما تكون بين السفن الحربية) ولمعاهدة لندن البحرية ولدفاع أمريكا عن حرية البحار، أَمر رئيس أركان البحرية الأمريكية قادة البحرية الموجودين في المحيط الهادئ «بشنّ حرب جوية وبحرية على اليابان» في 7 ديسمبر 1941، بعد 6 ساعات من الهجمة اليابانية. أَذن هذا الأمر لجميع الغواصات الأمريكية الموجودة في المحيط الهادئ بمهاجمة أي سفينة بحرية أو تجارية أو مدنية تحمل العلم الياباني بلا تحذير. أصدر توماس هارت، القائد العام للأسطول الأمريكي الأسيوي، الأمر نفسه في الساعة 03:45 بتوقيت مانيلا (09:15 بتوقيت هاواي، و14:45 بتوقيت العاصمة الأمريكية)، أصدره بمبادرة منه، لكن بعد عِلمه بأن هارولد ستارك، قائد العمليات البحرية الأمريكية، كان يعتزم إصدار الأمر نفسه.
كانت غواصات أسطول المحيط الهادئ قد خرجت سالمة من هجوم بيرل هاربر، وخرجت معها غواصة «يو إس إس جَدْجِن» في أول دورية هجومية في 11 ديسمبر. كذلك خرجت غواصات الأسطول الأسيوي (وعددها 27، أي أكبر مما كان في بيرل هاربر) في أول أيام الهجوم الأمريكي، بادئةً الدوريات الحربية في المياه المحيطة بالفلبين والهند الصينية. لم يكن التخطيط قبل هذه الهجمة كافيًا، فلا جُهِّزت ألغام دفاعية، ولا مُركِزت غواصات حول الفلبين ولا عند موانئ العدو، فأدى كل هذا إلى فشل الأسطول الأسيوي في صد غزو اليابان للفلبين، واضطُرت غواصاته الناجية إلى الانسحاب إلى سورابايا في الهند الشرقية الهولندية.
شاركت الغواصات الأمريكية والبريطانية والهولندية في الدفاع الفاشل عن مالايا البريطانية والهند الشرقية الهولندية في أواخر 1941 وأوائل 1942. في ديسمبر 1941 هاجمت 5 غواصات هولندية أسطول الغزو الياباني خارج مالايا، فأغرقت سفينتين يابانيتين تجاريتين، وأضرّت بأربع أُخَر. لكن غرق من الخَمْس ثلاث، وانسحبت الغواصتان الناجيتان للدفاع عن الهند الشرقية الهولندية، حيث عاونتهما عدة غواصات أمريكية مع غواصتين بريطانيتين نُقلتا من أسطول البحر الأبيض المتوسط. في 1 مارس غادرت غواصات الأسطول الأمريكي الأسيوي سورابايا إلى مدينة فريمانتل بغرب أستراليا (وظلت في أستراليا طوال الحرب، في أشد مراكز الغواصات الأمريكية خطورة وعُقمًا). في ذلك الوقت كانت غواصات الأسطول الأسيوي (البالغ عددها 27) أغرقت 12 سفينة يابانية، في مقابل خسارة 4 غواصات. بعد سقوط الهند الشرقية الهولندية لم يكن متمركزًا في المحيط الهندي إلا بضع غواصات بريطانية وهولندية، ولم يكن لها أثر كبير في القوات اليابانية التي كانت موجودة في المنطقة.